# Joseph S. Fowler

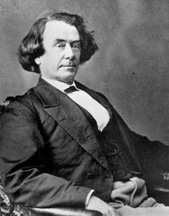
Joseph S. Fowler

Joseph Smith Fowler (* 31. August 1820 in Steubenville, Ohio; † 1. April 1902 in Washington, D.C.) war ein US-amerikanischer Politiker der Republikanischen Partei. Von 1866 bis 1871 saß er für den US-Bundesstaat Tennessee im US-Senat. 

## Leben
Fowler wurde in Steubenville in Ohio geboren und ging dort auch zur Schule. 1844 unterrichtete er Mathematik an einer Schule in Kentucky, von 1845 bis 1849 an einer Schule in Tennessee. Anschließend ging er nach Bowling Green, wo er an der Vorgängerin der Western Kentucky University Jura studierte. 1861 wurde er in Tennessee als Rechtsanwalt zugelassen. Bereits während seines Studiums arbeitete er von 1856 bis 1861 als Direktor am Howard Female College. Zwischen 1862 und 1865 arbeitete er als State Comptroller von Tennessee.
1866, nachdem Tennessee nach dem Amerikanischen Bürgerkrieg als erster der abtrünnigen Staaten wieder in die Union eingegliedert wurde, wurde Fowler von der Tennessee General Assembly als einer der beiden Senatoren von Tennessee in den Bundessenat gewählt. Zwischen 1867 und 1869 war er Vorsitzender des Committee on Engrossed Bills. Während des Amtsenthebungsverfahrens gegen US-Präsident Andrew Johnson stimmte Fowler, neben sechs anderen republikanischen Senatoren, gegen eine Amtsenthebung von Johnson. Dessen Amtsenthebung war damit um nur eine Stimme verfehlt. 1871 lief seine Amtszeit ab, 1870 stellte er sich nicht mehr zur Wahl und schied aus dem Senat aus.
Fowler zog nicht mehr nach Tennessee, vielmehr blieb er in Washington, wo er bis kurz vor seinem Tod als Rechtsanwalt arbeitete. Am 1. April 1902 starb er in Washington, er wurde auf dem Lexington Cemetery in Kentucky beigesetzt.